# Blauw Vierkant

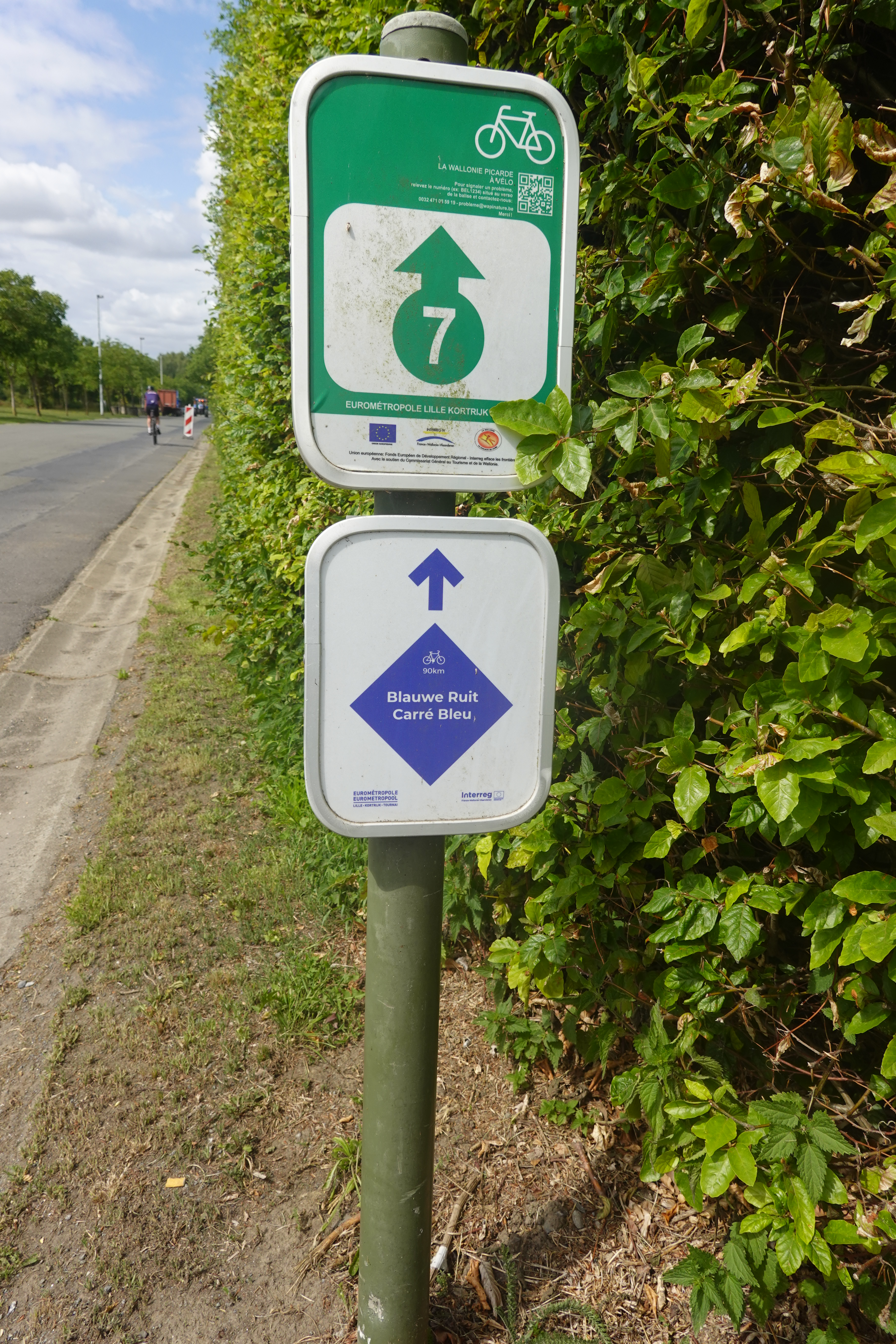
Routebord bij Komen-Waasten aan de Leie (rivier)

Blauw Vierkant (Frans: Carré Bleu) of Blauwe Ruit is een lusvormige fietsroute van 90 km in België en Frankrijk. De toeristische fietsroute maakt een lus door de streek van de Eurometropool Rijsel-Kortrijk-Doornik en is een mede-initiatief van het Europees programma Interreg. De route is in twee richtingen bewegwijzerd. De bordjes hangen bij fietswegwijzers of onder bebording van het fietsroutenetwerk. De route kan op elk willekeurig punt gestart worden, de officiële start is in Wervik.

## Verloop
In Wervik voert de route langs het Nationaal Tabaksmuseum. De route volgt de Leie naar Menen en Halluin en verder via Wevelgem naar Kortrijk en langs de Broeltorens. In Kortrijk wordt de Leie verlaten en volgt de route het Kanaal Bossuit-Kortrijk waarbij onder andere Zwevegem en Moen gepasseerd worden. In Bossuit wordt de Schelde gevolgd naar Spiere-Helkijn. Vanaf hier volgt de route het Spierekanaal dat overgaat in het Canal de Roubaix. Via Saint-Léger wordt de grens met Frankrijk bereikt. Na Leers en Roubaix wordt het einde van dit kanaal bereikt en wordt de loop van het riviertje Marque gevolgd naar de monding in bij Wasquehal. Vanaf hier wordt de rivier de Deule stroomafwaarts gevolgd tot de monding in de Leie in Deûlémont. Na passage van de Belgische grens wordt via het verloop van de Leie via Waasten en Komen het eindpunt in Wervik bereikt.